# ماركوس برانسون
ماركوس برانسون (بالإنجليزية: Marcus Brunson)‏ هو منافس ألعاب قوى أمريكي، ولد في 24 أبريل 1978 في ميسا في الولايات المتحدة.

## وصلات خارجية
- ماركوس برانسون على موقع الاتحاد الدولي لألعاب القوى (الإنجليزية)